# Potamon (Ranguna) tenasserimensis
Potamon (Ranguna) tenasserimensis is een krabbensoort uit de familie van de Potamidae.